# Dale-Gudbrand
Dale-Gudbrand fue un caudillo vikingo de Noruega en el siglo X que se menciona en la saga separada de San Olaf y saga Heimskringla de Snorri Sturluson. Se cita expresamente que tenía categoría de rey en Hundorp en Gudbrandsdal, aunque ostentaba el título de hersir y debe haber sido uno de los hombres más poderosos del momento. Dale-Gudbrand es considerado el último vikingo que se opuso a la imposición forzosa del Cristianismo.
Heimskringla describe el encuentro entre el rey Olaf II y Dale-Gudbrand en 1021, fecha significativa de la introducción del Cristianismo en Noruega.
El rey Olaf preparó una reunión con los granjeros a la mañana siguiente, frente a la figura del dios Thor con la asistencia del rey Dale Gudbrand que era ferviente creyente. A la salida del sol, el rey exclamó: "Llega mi Dios con gran luz" y cuando los granjeros se volvieron para ver la salida del sol, de una grieta en la imagen de la deidad salieron ratones, lagartijas y gusanos. Cuando vieron esto, Dale Gudbrand y los agricultores de convirtieron al Cristianismo.
La imagen de la deidad que se rompe es muy común en las historias legendarias del Cristianismo en Europa, cuando se va a destruir una imagen de una deidad pagana aparece el diablo en forma de serpiente o dragón.